# Ludwik Flaszen
Ludwik Flaszen (ur. 4 czerwca 1930 w Krakowie, zm. 24 października 2020 w Paryżu) – polski krytyk teatralny i literacki, pisarz, tłumacz, eseista, teatrolog i reżyser pochodzenia żydowskiego. Współpracownik Jerzego Grotowskiego, współzałożyciel i kierownik literacki Teatru 13 Rzędów (później Teatru Laboratorium), a w latach osiemdziesiątych – jego dyrektor.

## Życiorys
Urodził się w Krakowie w rodzinie żydowskiej, jako syn Feliksa (1893–1975) i Józefy z domu Frischer (1900–1992). Okres II wojny światowej spędził w Związku Sowieckim. Do Polski wrócił w 1946, ukończył gimnazjum, a następnie studiował polonistykę na Uniwersytecie Jagiellońskim. Studia ukończył w 1952. Debiutował na łamach „Przekroju” w 1948.
Pracował w redakcji „Życia Literackiego” (1951–1956), prowadził rubrykę „Z notatnika szalonego recenzenta”, pisał także do „Nowej Kultury”, „Przeglądu Kulturalnego” i „Współczesności”. Był kierownikiem literackim Teatru im. Juliusza Słowackiego w Krakowie. W 1957 zastąpił Sławomira Mrożka w fotelu recenzenckim krakowskiego dziennika „Echo Krakowa”. Zainicjował dyskusję o schematyzmie literatury socrealizmu (Nowy Zoil, czyli o schematyzmie, tekst wygłoszony w 1951 na zebraniu Sekcji Prozy Związku Literatów Polskich, opublikowanego rok później w „Życiu Literackim”) oraz krytykował upraszczanie w rozliczaniu stalinowskiej przeszłości (po 1956). W 1953 podpisał rezolucję ZLP w sprawie procesu krakowskiego. Debiut literacki Głowa i mur (1958) zatrzymany przez cenzurę PRL, niektóre z tekstów ukazały się w drugim wydaniu Cyrografu w 1974 oraz w 1996, w wersji zmienionej i poszerzonej. Należał w tym okresie do tzw. krakowskiej szkoły krytyków (wraz z Janem Błońskim, Andrzejem Kijowskim, Konstantym Puzyną). W środowisku teatralnym w Krakowa nazywano Flaszena Robespierre’em.
W 1959 wspólnie z Jerzym Grotowskim założył w Opolu Teatr 13 Rzędów, późniejszy Teatr Laboratorium, który od 1965 działał we Wrocławiu. W latach 1980–1982 był jego dyrektorem. W Teatrze pełnił rolę wewnętrznego krytyka, pisywał regularnie krótkie komentarze do przedstawień, a także dłuższych tekstów o charakterze syntez. Był przede wszystkim współtwórcą doktryny teatralnej Teatru, autorem terminu „teatr ubogi”, którego użył w komentarzu do przedstawienia Akropolis.
Od 1984 mieszkał w Paryżu. Prowadził staże teatralne i reżyserował (jako debiut w 1989 w Théâtre La Chamaille w Nantes zrealizował we współpracy z Claudine Hunault spektakl Le Reveurs (Marzyciele), do którego sam napisał scenariusz, i w którym również wystąpił; w Teatro Libero z Palermo, przygotował Białe noce (Le notti bianche) według Fiodora Dostojewskiego (1995) oraz Prometeusza według Ajschylosa (1997); w Polsce wyreżyserował Biesy albo Mały Plutarch żywotów nieudanych według Fiodora Dostojewskiego, Teatr Stary, Kraków, 1995). Współpracował z Instytutem im. Jerzego Grotowskiego (prowadził cykl spotkań seminaryjnych) oraz miesięcznikiem „Odra”. W 2009 zasiadał w komitecie honorowym Roku Grotowskiego 2009.
Autor szkiców o teatrze, m.in.: Cyrograf (1971, 1974, 1996), Cirographe, Paryż, 1989 (wyd. francuskie), Teatr skazany na magię (1983), a w 2001 roku wraz z Carlą Pollastrelli i Renatą Molinari zredagował antologię Il Teatr Laboratorium di Jerzy Grotowski 1959–1969. Testi e materiali di Jerzy Grotowski e Ludwik Flaszen con uno scritto di Eugenio Barba (wydaną również w 2007 w języku portugalskim).
Ludwik Flaszen był znany także jako tłumacz, przede wszystkim z języka rosyjskiego. Jako pierwszy w Polsce przetłumaczył: teksty Michała Bachtina, fragmenty Problemów poetyki Dostojewskiego zatytułowane Karnawał i literatura, O grotesce oraz Wesoła materia, które publikowano w „Odrze” (1966, 1967 i 1974); Bajki rosyjskie (1962), opowiadania dziewiętnastowiecznych pisarzy rosyjskich Onager (1967). Z francuskiego przełożył teksty Grotowskiego, m.in. Wschód – Zachód (1984, 1998) oraz Tu es le fils de quelqu’un (1985, 2000).
8 listopada 2020 został pochowany na nowym cmentarzu żydowskim w Krakowie.

## Nagrody
- 1984 – Nagroda „Odry” za twórczość eseistyczną, a zwłaszcza za książki Cyrograf i Teatr skazany na magię oraz za inspirującą działalność w Teatrze Laboratorium.
- 10 maja 2000 został odznaczony przez prezydenta RP Aleksandra Kwaśniewskiego Krzyżem Komandorskim Orderu Zasługi Rzeczypospolitej Polskiej[10].
- 12 stycznia 2009 z rąk Ministra Kultury i Dziedzictwa Narodowego Bogdana Zdrojewskiego odebrał Złoty Medal „Zasłużony Kulturze Gloria Artis”[11].
- 2014 – doktorat honoris causa Uniwersytetu w Turynie.

## Publikacje
- Ludwik Flaszen: Głowa i mur. Wydawnictwo Literackie, 1958. Brak numerów stron w książce wydanie zatrzymane przez cenzurę PRL
- Ludwik Flaszen: Cyrograf. Kraków: Wydawnictwo Literackie, I wyd. 1971, III wyd. poszerz. 1996. ISBN 83-08-02662-1. Brak numerów stron w książce (wyd. francuskie: Le Chirographe, traduit et présenté par Adrien Le Bihan, Paris, La Découverte, 1990, ISBN 2-7071-1991-1)
- Ludwik Flaszen: Teatr skazany na magię. Kraków: Wydawnictwo Literackie, 1983. ISBN 83-08-00967-0. Brak numerów stron w książce
- Ludwik Flaszen: Teatr – sztuka antraktu ; Marzyciele. Wrocław: Ośrodek Badań Twórczości Jerzego Grotowskiego i Poszukiwań Teatralno-Kulturowych, 2003. ISBN 83-917448-1-7. Brak numerów stron w książce [wydano z okazji spotkania otwartego z Ludwikiem Flaszenem w Ośrodku Badań Twórczości Jerzego Grotowskiego i Poszukiwań Teatralno-Kulturowych we Wrocławiu, 18 grudnia 2003] Przedruk, [w:] Ludwik Flaszen: Grotowski & Company. Źródła i wariacje, wstęp Eugenio Barba, Instytut im. Jerzego Grotowskiego 2014, s. 144–150.
- Grotowski & Company. Źródła i wariacje, wstęp Eugenio Barba, Instytut im. Jerzego Grotowskiego, Wrocław 2014. (wydanie angielskie: Grotowski & Company, translated by Andrzej Wojtasik, edited by Paul Allain with the assistance of Monika Blige, with a tribute by Eugenio Barba, Icarus Publishing Enterprise, Holstebro – Malta – Wrocław 2010; wydanie włoskie: Grotowski & Company. Sorgenti e variazioni, a cura di Franco Perrelli con una nota di Eugenio Barba, traduzioni di Eva Marinai, Manlio Marinelli, Franco Perrelli, Edizioni di Pagina, Bari 2013; wydanie francuskie: Grotowski et compagnie. Sources at variations, traduit par Erik Veaux, Éditions L’Entretemps, Lavérune 2014; wydanie portugalskie: Grotowski & companhia. Origens e legado, tradução Isa Etel Kopelham, introdução Paul Allain, tributo a Ludwik Flaszen Eugenio Barba, É Realizações Editora, São Paulo 2015; wydanie hiszpańskie: Grotowski & Compañía. Fuentes y variaciones, traducción del polaco por Bárbara Gill, al cuidado de Raúl Iaiza, con nota tributo de Eugenio Barba, y prólogo de Antonio Célico, El Baldío Teatro, Buenos Aires 2016).

## Filmy dokumentalne
Ludwik Flaszen jest bohaterem filmów dokumentalnych:
- Cyrograf nie podpisany… Ludwik Flaszen i jego wędrówki, scenariusz i realizacja Elżbieta Sitek (TVP S. A. Oddział we Wrocławiu 1997)
- Grotowski ← Flaszen Małgorzaty Dziewulskiej (produkcja Narodowy Instytut Audiowizualny 2010)[12]

## Czytelnia im. Ludwika Flaszena
Od 12 października 2018 w Instytucie im. Jerzego Grotowskiego działa Czytelnia im. Ludwika Flaszena, w której znajduje się ponad 6 tys. woluminów. W tym wyjątkowym zbiorze znajdują się pierwsze druki Akropolis, Ferdydurke, Narkotyków i Pożegnania jesieni Witkacego, jak i tomiki poezji z dedykacjami, m.in. Czesława Miłosza, Wisławy Szymborskiej, Juliana Tuwima, Mieczysława Jastruna, Juliana Przybosia, Tadeusza Różewicza, Tadeusza Nowaka, Jerzego Harasymowicza czy Urszuli Kozioł. Do unikatów należą książki dziewiętnastowieczne – najstarsza z nich to wydanie dzieł Maurycego Mochnackiego Powstanie narodu polskiego w r. 1830 i 1831 z 1850. Księgozbiór zawiera publikacje nie tylko w języku polskim, ale i rosyjskim, francuskim, włoskim, niemieckim, angielskim, węgierskim, hebrajskim, słoweńskim, uzbeckim czy łacińskim.